# NGC 6096
NGC 6096 ist eine 14,4 mag helle Spiralgalaxie vom Hubble-Typ Sb im Sternbild Nördliche Krone. Sie wurde am 24. Juni 1864 von Albert Marth entdeckt.